# Catherine Cate Coblentz
Catherine Cate Coblentz (5 de junio de 1897 – 30 de mayo de 1951) fue una escritora estadounidense, conocida por sus libros infantiles de las décadas de 1930 y 1940.

## Semblanza
Originaria de Hardwick, Vermont, Catherine Cate trabajó durante la Primera Guerra Mundial en la Agencia Nacional de Estándares en Washington D. C., donde conoció a su futuro marido, William Coblentz, un científico pionero en el campo de la espectroscopia infrarroja. Se casaron el 10 de junio de 1924. La pareja tuvo dos hijas, pero ambas murieron jóvenes.
Coblentz publicó un poema dedicado al planeta Marte en la revista Astronomía Popular en 1924, el mismo año en que su marido medía la temperatura de Marte en el Observatorio Lowell. Posteriormente tuvo éxito como escritora de literatura infantil, y su libro "The Blue Cat of Castle Town" (El Gato Azul de Castle Town) ganó el premio Lewis Carroll Shelf en 1958 y fue un libro galardonado con el Newbery Honor. Ediciones antiguas de este trabajo y algunos de sus otros libros todavía pueden ser encontrados, estando algunos de ellos considerados como piezas de coleccionista.
En 1930 Coblentz recibió su graduación en la Universidad George Washington.
En memoria de sus últimos trabajos, fue recompensada con el Premio de Alumno Distinguido por su alma mater en 1945.
A finales de la década de 1940, Coblentz intervino decisivamente para adquirir el solar en el que se construyó la Cleveland Park Neighborhood Library en la Avenida Connecticut de Washington D. C.. Un conjunto de ventanas, con ilustraciones basadas en sus libros, se exhibe permanentemente en la biblioteca.
Catherine Cate Coblentz, su marido, y una hija que falleció de niña están enterrados en el Cementerio de Rock Creek en Washington D. C. (Sección O).

## Libros
Las fechas de publicación son aproximadas.
- Animal Pioneers (1936)
- The Blue and Silver Necklace (1937)
- The Pan American Highway (1942)
- The Falcon of Eric the Red ( 1942)
- The Bells of Leyden (1944)
- The Amazon (1944)
- Sequoya (1946)
- Scatter, the Chipmunk (1946)
- Martin and Abraham Lincoln (1947)
- The Blue Cat of Castle Town (1949)
- Ah-yo-ka: Daughter of Sequoya (1950)
- The Beggars' Penny (1943)

## Lecturas relacionadas
- Coblentz, William W. (1951). From the Life of a Researcher. Nueva York: Philosophical Library.From the Life of a Researcher. New York: Philosophical Library.  - Autobiography of William Coblentz
- Meggers, William F. (1967). «William Weber Coblentz». Biographical Memoirs (National Academy of Sciences, USA) (Nueva York: Columbia University Press) 39: 54-102."William Weber Coblentz". Biographical Memoirs (National Academy of Sciences, USA) (New York: Columbia University Press) 39: 54–102.